# Hôpital Ersta
L'hôpital Ersta (en suédois : Ersta sjukhus) est un hôpital dans le quartier de Södermalm à Stockholm en Suède,.

## Présentation
L'hôpital Ersta est situé a l'adresse Folkungagatan 125 à Södermalm.
La zone hospitalière s'étend jusqu'à Folkungagatan au sud et jusqu'à Erstagatan à l'est.
L'exploitation de l'hôpital à Erstaklippan a commencé en 1864. 
L'hôpital appartient à Ersta diakoni (sv).
Un nouvel hôpital a ouvert en 2023 au sud de l'ancien.
Il est situé sur Folkungagatan. 
L'entrée du nouveau bâtiment de l'hôpital sur Folkungagatan avec une nouvelle place d'entrée et l'entrée d'un garage souterrain. 
Le bâtiment s'étend sur environ 23 800 m² et il abrite un hôpital spécialisé avec des locaux pour les consultations externes et les soins. 
La conception architecturale a été réalisée par Nyréns Arkitektkontor et Ratio Arkitekter pour Ersta Fastigheter AB.
Les travaux de démolition et d'excavation ont débuté en 2020. 
Le nouveau bâtiment a été inauguré à l'été 2023.

## Galerie

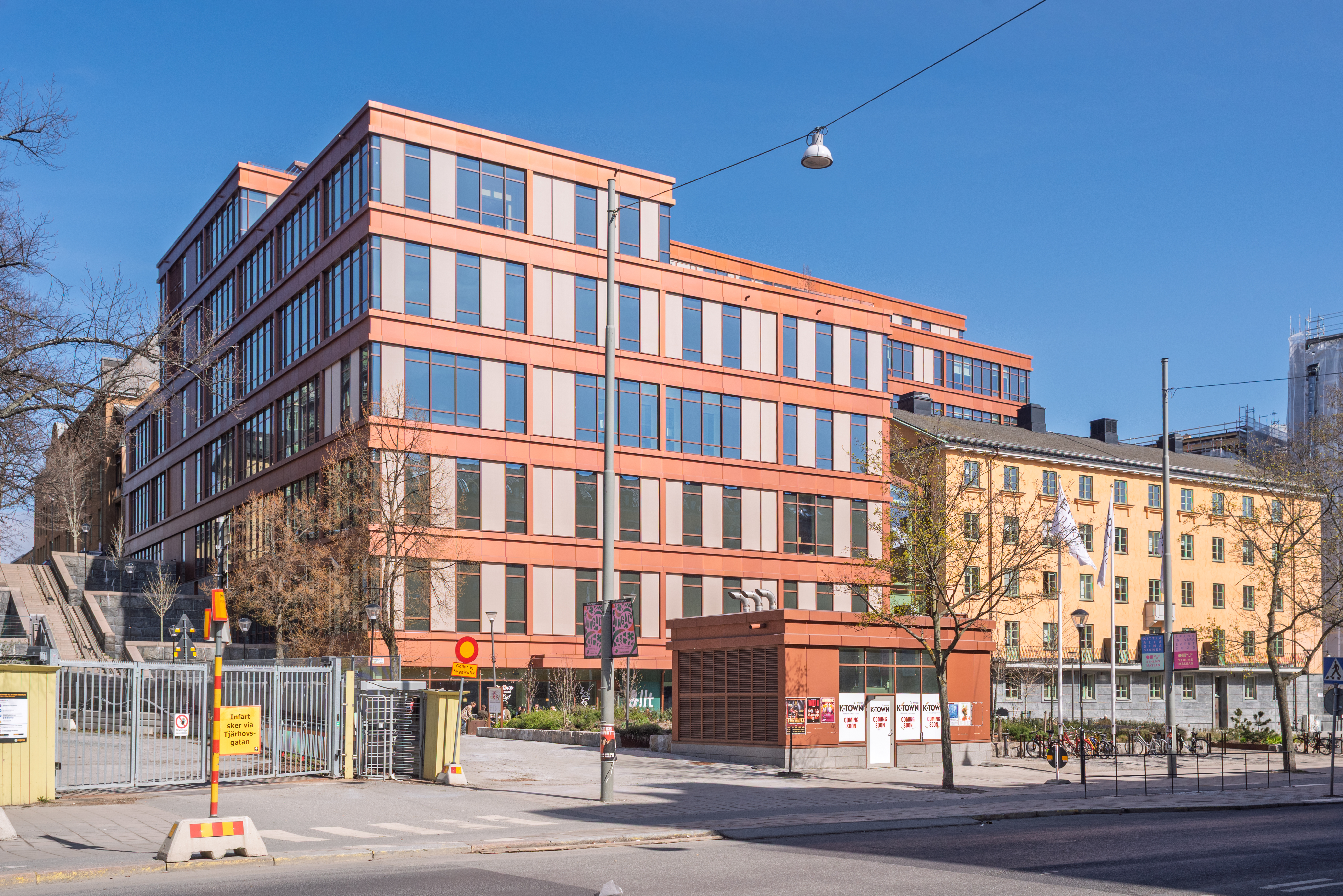
Le nouvel hôpital en avril 2025.
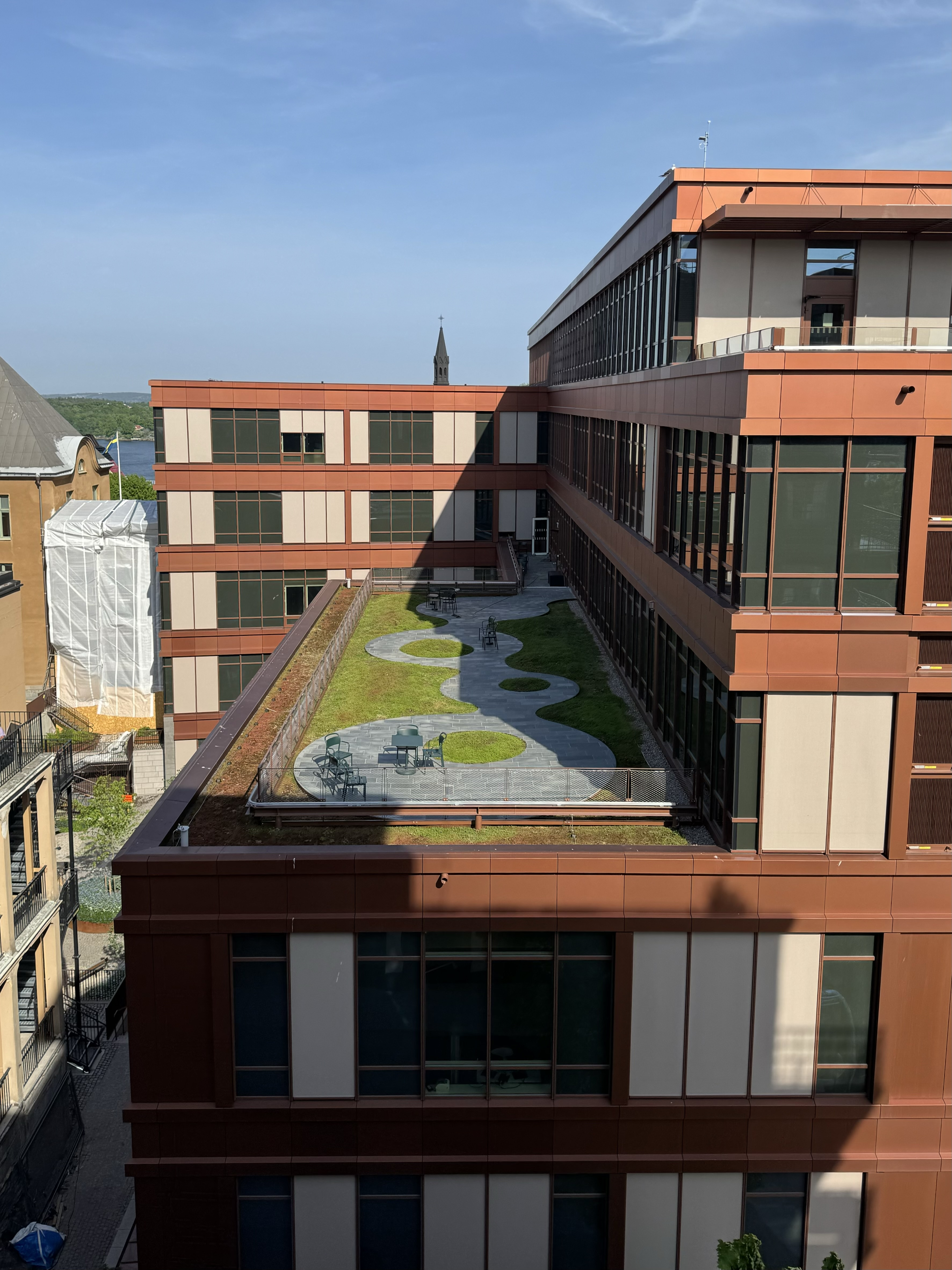
Une terrasse de l'hôpital en 2024.
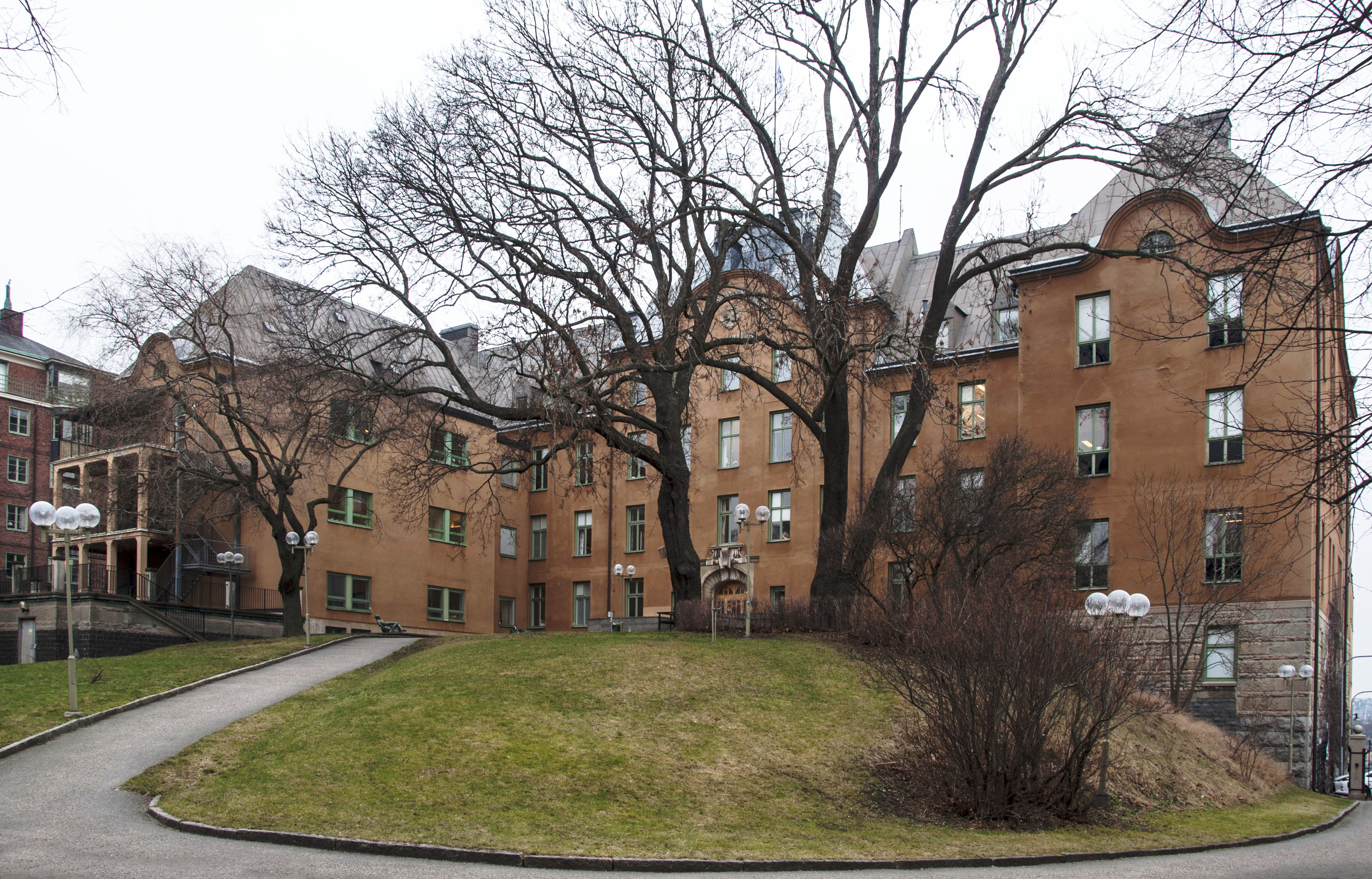
L'ancien hôpital en 2014.
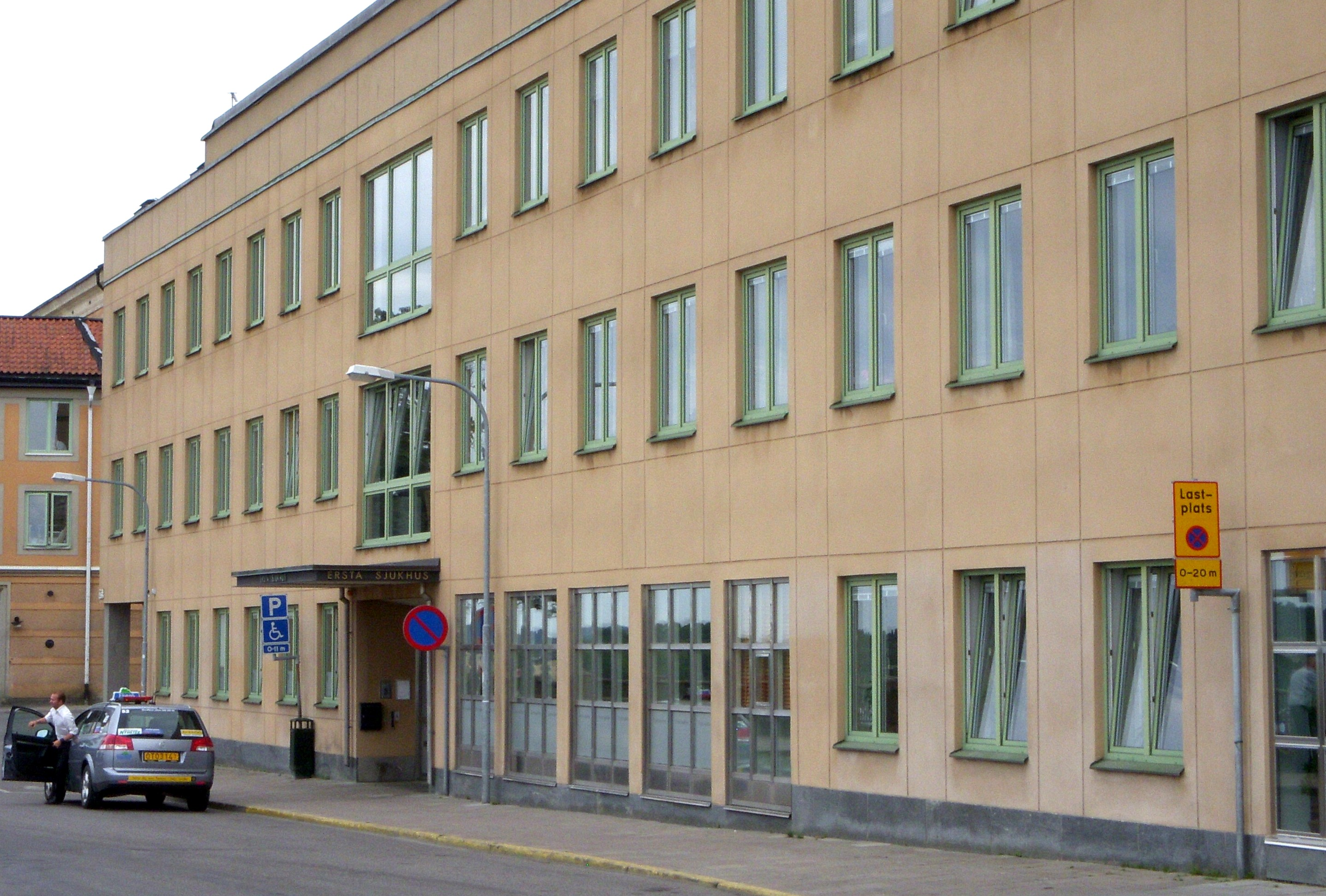
L'ancien hôpital en 2010.